# 君と綴るうたかた
『君と綴るうたかた』（きみとつづるうたかた、英題：The summer you were there）は、ゆあまによる日本の漫画作品。略称は「きみつづ」。『コミック百合姫』（一迅社）において、2020年7月号より2024年3月号まで連載された。また、2020年12月8日からpixivコミック、2021年12月2日からニコニコ漫画など、各種電子コミックサービスにおいても作品の一部が公開されている。                                                                                                                                                                                                                                                                                                                                                                                                                                                                                                                                                                                        

## あらすじ
とある事情により他者との関わりを避けながら生活を送る女子高生、星川雫は夏休みも差し迫ったある日、誰にも見せず執筆していた小説をクラスの中心的な人物、朝香夏織に読まれてしまう。酷評を覚悟していた雫であったが夏織は絶賛、次回作の執筆を期待する。雫は一度は断るも夏織はそれならばと交際を申し込む。それは雫と夏織、ふたりを題材とした恋愛小説執筆の提案であった。

## 登場人物・動物
声の項はPV版の声優。
星川 雫（ほしかわ しずく）
声 - 上田麗奈
本作の主人公。身長167cm。とある理由から他者との交流を避けている高校1年生。
小説を執筆しており、「noveL」という小説サイトに「少女心中」という作品を投稿していた。
母と姉が登場している。
朝香 夏織（あさか かおり）
声 - 和氣あず未
本作のもう一人の主人公。身長149cm。左の目元と首筋にほくろがある。高校1年生で雫のクラスメイト。
他者を避ける雫にも積極的に声をかけるなど明るく振る舞うクラスの中心人物かつ人気者であるが、その一方で雫とくらべて体力がない描写がなされている。
日記をつけている。
一ノ瀬 るり（いちのせ るり）
雫の小学校5年生時点でのクラスメイト。現在は異なる高校に通っている。頬にそばかすがある。
市原 芹（いちはら せり）
るりの友人。黒い長髪をポニーテールにしている。
星川 静（ほしかわ しずか）
雫の姉。美容系の専門学校に在学し、美容師を志望している。
朝香 栞（あさか しおり）
夏織の妹。夏織に青いセイヨウアサガオの種を譲る。夏織からは「しお」と呼ばれている。
シオン
星川家にて飼育されている犬。オス。
雫が散歩を担当している描写が多いほか、写真が彼女のスマートフォンの待受に設定されている。

## 舞台となった地域・施設
- 神奈川県[10]
- 新江ノ島水族館[10]
- サザンビーチちがさき[11]
- 臨港パーク[12]
- 東急東横線・横浜高速鉄道みなとみらい線 横浜駅[12]
- 高尾山[13]

## 受賞
- 第5回百合漫画総選挙ストーリー部門第3位・総合部門6位[14]
- 【次にくるマンガ大賞2023】 「Global特別賞」英語版 [15][16]
- アニメ化してほしいマンガランキング 2024　第8位[17]
- You Should Read This Manga 2024　Should Be Anime[18]
- 第6回百合漫画総選挙　5位[19]

## 書誌情報
- ゆあま『君と綴るうたかた』 一迅社〈百合姫コミックス〉、全6巻
  1. 2021年1月18日発売[20][21]、ISBN 978-4-7580-2202-6
  2. 2021年6月17日発売[22][23]、ISBN 978-4-7580-2266-8
  3. 2022年2月17日発売[8][24][25]、ISBN 978-4-7580-2368-9
  4. 2022年8月18日発売[26]、ISBN 978-4-7580-2451-8
  5. 2023年3月16日発売[27]、ISBN 978-4-7580-2512-6
  6. 2024年2月17日発売[28]、ISBN 978-4-7580-2660-4　(初回生産限定版) 2024年12月17日発売[29]、ISBN 978-4-7580-2830-1 (通常版)

  - 1,2,3,4,5,6巻デザイン－有限会社BALCOLONY[30][31][32][33][34][35]